# Heinrich von Hess
Heinrich Hermann Josef Freiherr von Heß (también: von Hess) (17 de marzo de 1788, Viena - 13 de abril de 1870, Viena) fue un soldado y mariscal de campo austriaco. 

## Carrera militar
Entró en el Ejército en 1805 y pronto fue empleado como oficial de estado mayor en trabajo de campo. Se distinguió como subalterno en Aspern y en Wagram, y en 1813, como capitán, de nuevo sirvió en el estado mayor. En 1815, estuvo al lado del Príncipe Carlos Felipe de Schwarzenberg. Estuvo, en el intervalo entre guerras, empleado como comisario militar en el Piamonte, y durante el periodo de paz reanudó en el puesto, obteniendo un conocimiento que después demostraría ser incalculable para el Ejército austriaco.
En 1831, cuando Radetzky se convirtió en comandante en jefe en la Italia austriaca, tomó a Hess como su jefe de Estado Mayor. Esto empezó una conexión entre dos famosos soldados que, como Blücher y Gneisenau, es un clásico ejemplo de cooperación armoniosa entre un comandante y su jefe de Estado Mayor. Hess dio forma a las ideas militares de Radetzky, en la forma de nueva instrucción para cada ejército, y bajo su guía, el Ejército austriaco en el Norte de Italia, siempre en pie de guerra, se convirtió en el mejor de Europa. De 1834 a 1848 Hess fue empleado en Moravia, en Viena, etc., pero al estallar la revolución y la guerra en este último año, fue enviado con Radetzky como jefe de Estado Mayor.
En las dos campañas contra el rey Carlos Alberto de Cerdeña que siguieron, culminando en la victoria de Novara, la asistencia a su jefe fue todavía más valiosa por su conocimiento del enemigo y el viejo mariscal de campo reconoció sus servicios. Hess, como Teniente-Mariscal de Campo, fue promovido a Feldzeugmeister, fue hecho miembro del consejo del emperador, y como Freiherr von Hess asumió al mismo tiempo las obligaciones como intendente-general. Al año siguiente se convirtió en jefe del estado mayor del emperador.
Fue empleado a menudo en misiones a varias capitales, y apareció en el campo de batalla en 1854 a la cabeza del Ejército austriaco que intervino tan efectivamente en la Guerra de Crimea. En 1859 fue enviado a la segunda guerra de Independencia italiana después de las primeras derrotas. Pasó a ser mariscal de campo en 1860, y un año después, al renunciar a su puesto de jefe del estado mayor, fue hecho capitán de la guardia Trabant. Murió en Viena en 1870.

## Condecoraciones
- Imperio austríaco:[2]
  - Comandante de la Orden Militar de María Teresa, 1849[3]
  - Gran Cruz de la Real Orden de San Esteban, 1855[4]
  - Gran Cruz de la Orden imperial de Leopoldo
  - Cruz al Mérito Militar
- Gran Ducado de Baden: Gran Cruz del León de Zähringen, 1840[5]
- Reino de Baviera:[6]
  - Gran Cruz de la Orden al Mérito de San Miguel, 1840
  - Gran Cruz al Mérito de la Corona Bávara, 1853
- Reino de Hannover: Gran Cruz de la Real Orden Güélfica, 1850[7]
- Gran Ducado de Hesse:[8]
  - Gran Cruz al Mérito de la Orden de Felipe el Magnánimo, 27 de diciembre de 1840
  - Gran Cruz de la Orden de Luis, 4 de agosto de 1858
- Reino de Prusia:[2]
  - Pour le Mérite (militar), 11 de mayo de 1814; con Corona, 18 de junio de 1864[9]
  - Caballero del Águila Negra
  - Caballero del Águila Roja, 1.ª Clase con Espadas
- Reino de Wurtemberg: Gran Cruz de la Orden de Federico[2]
- Ducado de Parma: Gran Cruz de Senador de la Orden Constantiniana de San Jorge, 1849[10]
- Santa Sede:[2]
  - Caballero de la Suprema Orden de Cristo
  - Gran Cruz de San Gregorio Magno
- Imperio ruso:[2]
  - Caballero de San Jorge, 2.ª Clase, abril de 1849
  - Caballero de San Alejandro Nevski, en Diamantes
  - Caballero del Águila Blanca
  - Caballero de Santa Ana, 1.ª Clase
  - Caballero de San Vladimir, 4.ª Clase
- Reino de Cerdeña: Comandante de los Santos Mauricio y Lázaro[2]
- Reino de las Dos Sicilias: Gran Cruz de San Jorge de la Reunión[2]